# Pier Fausto Palumbo
Pier Fausto Palumbo (Roma, 3 novembre 1916 – Ostuni, 11 novembre 2000) è stato uno storico italiano, professore ordinario di storia medievale e Storia moderna.

## Biografia
Pier Fausto Palumbo è stato uno storico italiano, nipote di Pietro Palumbo, anch'egli storico. Si laureò a Roma nel 1938, con una tesi di storia medievale sullo Scisma di Anacleto II (1130). Suo maestro fu Pietro Fedele. Subito dopo aver conseguito la laurea fu collaboratore dell'Enciclopedia Italiana e si dedicò agli studi sulla storia del lavoro. Dal 1939 al 1943 insegnò presso l'Università degli Studi di Roma "La Sapienza" in qualità di professore incaricato. Partecipò alla Resistenza romana dal 1943 al 1945 e caduto il fascismo, diede impulso alla rinascita del dibattito politico e culturale, fondando riviste e associazioni culturali."   Dal 1945 al 1949 ebbe stretti rapporti con personaggi quali Meuccio Ruini, Presidente della Commissione dei 75, la quale elaborò la Costituzione repubblicana; e con Ferruccio Parri, Gaetano Salvemini, Ignazio Silone, Ernesto Rossi. Personaggi che facevano riferimento al Partito d'Azione, a Giustizia e Libertà, alla Democrazia del Lavoro. Fu dirigente del Movimento Federalista Europeo. L'idea portante di Palumbo e della rivista era quella di un'Europa ricostruita aperta ai Paesi socialisti e non “un'Europa antemurale dell'America”. Fu presidente del Centro di Studi Salentini, della Società di Storia Patria per la Puglia, del Centro di studi sulla civiltà adriatica e segretario generale dell'Istituto di Studi sul Lavoro, il Centro di studi sulla civiltà comunale e dell'Istituto per la storia del Mezzogiorno. Fortissima fu l'attenzione di Palumbo ai rapporti dell'Italia, e della Puglia in particolare, con l'Adriatico Orientale.
Professore ordinario di storia medievale e storia moderna presso l'Università di Salerno, contribuì nel 1955 alla nascita dell'Università di Lecce (oggi Università del Salento) e fu il primo preside della facoltà di Magistero dell'Università di Lecce, dal 1955 al 1957.
Dopo un impegno sessantennale nel campo degli studi storici, si spense l'11 novembre del 2000, quando ancora perseguiva la missione che egli aveva assegnato alla sua vita: la cultura come impegno civile e la ricerca storica come intreccio multidisciplinare fra economia, diritto, scienze sociali, fondata sullo studio rigoroso delle fonti. La sua metodologia era fondata prevalentemente sulla ricerca archivistica: rintracciare le fonti inedite, pubblicare le fonti ancora sconosciute, e ristampare quelle già note ma dimenticate, corredandole di analisi comparativa.

## Le Riviste fondate
- Archivio Storico Pugliese, rifondata nel 1950 da Pier Fausto Palumbo in qualità di presidente della Società di Storia Patria per la Puglia attraverso l'unione delle precedenti riviste «Japigia» e «Rinascenza salentina».

- Europa , fondata il 30 aprile del 1945 da Pier Fausto Palumbo e fu antesignana nel campo della politica e della cultura europea. Vi scrivevano personaggi del calibro di Meuccio Ruini, Antigono Donati, Max Anton Adler, Raffaello Morghen, Roberto Ulciner, Tito Bianchi, Antonio Widmar, Giovanni Persico, Stefano Jacini, Randolfo Pacciardi.

- Rivista del lavoro organo dell'Istituto di Studi sul Lavoro. Tra le firme della rivista Adriano Olivetti, Enrico e Giovanni Falck, Pietro Campilli, Gustavo Sarfatti e Gualtiero Sarfatti. Le riviste "Europa" e  "Rivista del Lavoro" si stampavano a Roma a Villa Massimo, dove fu creata una tipografia, per l'avvio dei giovani all'apprendistato.

- Studi Salentini
- Rivista Storica del Mezzogiorno
- Storia e Civiltà, fondata nel 1985.

## Istituto di Storia del Lavoro
fondato nel dicembre 1944 di cui Palumbo fu segretario generale, con presidente Meuccio Ruini. L'Istituto ricevette il riconoscimento giuridico in seguito al Decreto del CPS 24 maggio 1947 e di esso fecero parte sia la Confindustria (con il suo Presidente, l'ingegner Friggeri) che la Confederazione Generale Italiana del Lavoro (con il suo segretario generale Giuseppe Di Vittorio).

## La Società di Storia Patria per la Puglia
Socio della 'Regia Deputazione Pugliese di Storia Patria' dal 1946, con D.M. 28 luglio 1947 fu nominato Commissario della Deputazione Pugliese con il compito di riorganizzarne la struttura e trasformarla in Società. Nel maggio del 1950 fu eletto presidente della Società di Storia Patria per la Puglia e ricoprì tale incarico sino al 1962.
Il suo primo compito i qualità di commissario della 'Deputazione di Storia Patria per le Puglie', fu di trasformarla un Istituto dipendente dal Governo in un organismo libero ed autonomo. A tal fine provvide alla redazione dello Statuto approvato nell'assemblea del 28 maggio 1950. Con lo scopo di riunire le diverse sensibilità culturali degli storici pugliesi la denominazione mutò da 'storia patria per le Puglie' a 'storia patria per la Puglia'.
Negli oltre 15 anni della presidenza Palumbo, la Società di Storia Patria per la Puglia fu una fucina di iniziative culturali ed editoriali. Nello stesso tempo, Palumbo perseguì la tessitura di un dialogo continuo ed intenso con il territorio e le sue Istituzioni politiche e culturali, ritenendo che una delle caratteristiche principali della Società di Storia Patria per la Puglia fosse il rapporto con i cittadini. Perciò si impegnò a rilanciare le Sezioni locali, in particolare quella di Brindisi. Dal 1957 al 1961 si svolsero i Congressi sull'età normanna, sveva ed angioina; e poi quelli sull'età aragonese e vicereale. Palumbo organizzò anche varie giornate di studi, a Francavilla Fontana nel 1952, a Ostuni nel 1953, a Oria nel 1955.
Durante la presidenza di Pier Fausto Palumbo furono pubblicati 15 numeri dell'Archivio Storico Pugliese, furono pubblicati tre volumi di edizioni documentali tra cui il secondo volume del Codice Diplomatico Brindisino, 4 volumi della collana Documenti e monografie; egli diede vita anche a 4 nuove collane editoriali, fra cui i 'Quaderni dell'Archivio Storico Pugliese'.

## Il Centro di Studi Salentini
Fondato e presieduto da Pier Fausto Palumbo di cui ne è stato presidente del Comitato Scientifico, per quasi cinquant'anni, il centro studi salentini è stato il fulcro culturale del Salento: sorto a seguito e per il voto conclusivo del II Congresso Storico Pugliese, che fu appunto un convegno internazionale di studi salentini, nell'Ottobre del 1952 per iniziativa dei presidenti della Società di Storia Patria per la Puglia e dell'amministrazione provinciale di Lecce. 
Soci del Centro studi erano, oltre alla Società di Storia e patria, le amministrazioni provinciali di Brindisi, Taranto e Lecce con adesione dei rispettivi capoluoghi. 
Il Centro disponeva di una Biblioteca dotata in seguito agli accordi intercorsi tra la Sig.ra Maddalena Gruber, vedova del glottologo Francesco Ribrezzo,e Pier Fausto Palumbo. Scopo del Centro era lo studio sistematico della civiltà salentina e delle questioni legate alla messapicitá e grecitá del Salento; a tale scopo produsse pubblicazioni, convegni e congressi di notevole importanza culturale.

## La Società Storica di Terra d'Otranto
Il 20 marzo 1966, a Lecce Palumbo fondò e approvò lo Statuto della Società Storica di Terra d’Otranto. Questa sorse con l'obiettivo di approfondire, divulgare, tutelare le tradizioni storiche e delle memorie del territorio corrispondente all'antica Terra d'Otranto, con riferimento alla vicenda del Mezzogiorno ed alle sue relazioni esterne , anche mediante l'edizione dei documenti relativi alla storia delle città, alla vita delle campagne, alle attività economiche, culturali ed artistiche del territorio. Pier Fausto Palumbo tracciò un obiettivo ancora più necessario per i testi e i documenti che, spesso, hanno costituito le pietre miliari per la storiografia del territorio pugliese e, in particolare di quel territorio che, per secoli, è andato sotto il nome di Terra d'Otranto. Una Terra che pur nelle profonde affinità con la Puglia centro-settentrionale, proprio per le sue caratteristiche naturali di essere una penisola protesa nell'Adriatico, verso il Mediterraneo, ha avuto vicende storiche particolari. Una Terra intesa, quindi, come unità territoriale unificata dal substrato economico, culturale, linguistico, pur nelle diversità civiche. Si pensi all'età romana, con l'importanza attribuita al porto di Brindisi ed al territorio circostante, all'età medievale con il contrasto fra bizantini e normanni; e poi alle contese fra angioini e aragonesi; alle peculiarità del barocco leccese; infine alla decadenza post-unitaria, contrastata vivamente dalle élite politiche, economiche e culturali.
Il programma della Società Storica di Terra d'Otranto fu sviluppato, quindi, con un occhio alle vicende particolari della Terra d’Otranto e, nello stesso tempo, alle vicende nazionali; in una formula: dalla regione alla nazione. Pier Fausto Palumbo fu eletto e confermato Presidente della Società Storica di Terra d'Otranto dalla fondazione fino alla sua morte. Negli anni della sua Presidenza, egli diede vita alla «Rivista Storica del Mezzogiorno», che diresse fino alla morte. Il volume di cui aveva anticipato il titolo : " Roma. la Chiesa e l'Impero dalla Riforma Gregoriana a Innocenzo III" avrebbe concluso lo studio su questo periodo storico iniziato con la tesi di laurea sullo scisma di Anacleto II.

## I risultati scientifici e culturali
- Istituti di ricerca storica: rifondò la Società di Storia Patria per la Puglia; fondò: il Centro di Studi Salentini, la Società Storica di Terra d’Otranto, il Centro di studi sulla civiltà comunale, il Centro di studi sulla storia e la civiltà adriatica, l'Istituto per la storia del Mezzogiorno.
- Pubblicazioni: oltre un centinaio di monografie; e varie centinaia di articoli su varie riviste e numerosi saggi in opere collettive quali atti di Convegni e miscellanee
- Riviste: che ha fondato o rifondato: Rivista del lavoro, Europa, Archivio Storico Pugliese dal '48 al ‘62, Studi Salentini, Rivista Storica del Mezzogiorno, Storia e Civiltà.

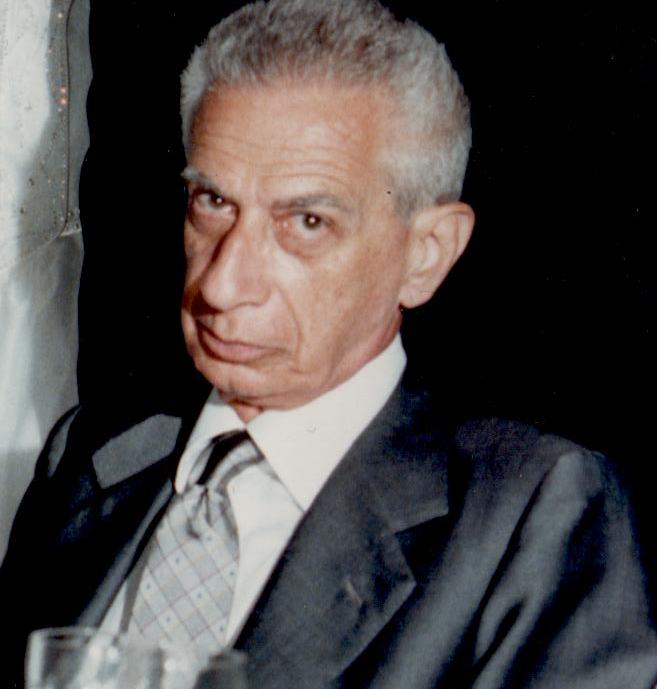

## Opere principali
- Gli studi italiani sul medioevo dalla guerra mondiale ad oggi, Firenze: Vallecchi, 1941.
- L'organizzazione del lavoro nel mondo antico, Firenze: Sansoni, 1942.
- Lo scisma del MCXXX. I precedenti, la vicenda romana e le ripercussioni europee della lotta tra Anacleto e Innocenzo II. Col Regesto degli Atti di Anacleto II, Roma: Deputazione Romana di Storia Patria, 1942.
- Quadro storico delle crociate : (con un saggio bibliografico), Roma: Deputazione romana di Storia Patria, 1945.
- Palestrina, Bach, Beethoven e altri saggi, Roma: Apollon, 1946
- Dalla civiltà di Roma alla civiltà del Medio evo : Cinque saggi con un'introduzione su Roma e antiroma nella coscienza storica, Bari: Ed. Cacucci, 1947.
- Per la riorganizzazione dei nostri istituti storici, Roma: Le Edizioni del Lavoro, 1947.
- Le Società di Storia Patria nella cultura italiana, in «Archivio Storico Pugliese», anno 2, 1949.
- Atti del convegno di studi sulla mano d'opera (Terra di Bari, 9-11 sett. 1951), Roma: Le Edizioni del Lavoro, 1952.
- La fondazione di Manfredonia, in «Archivio Storico Pugliese», anno 6, 1953.
- Il monastero normanno di S. Giovanni Evangelista nella vita di Lecce e della contea, Bari: A. Cressati, 1953.
- Terra d'Otranto dagli Svevi agli Angioini e l'assedio di Gallipoli, in «Archivio Storico Pugliese», anno 11, 1958.
- Gli studi di storia medievale e moderna in Italia, Roma: Le Edizioni del Lavoro, 1959.
- Terra d'Otranto nel Risorgimento, Lecce: [s.n.], 1960.
- Per un codice diplomatico dei rapporti tra le due Sponde adriatiche, Bari: Editore Cressati, 1961.
- Tre storici: Ettore Rota, Federico Chabod, Walter Maturi, [S.l. : s.n.], 1961.
- Per una storia delle relazioni tra le due Sponde adriatiche, Bari: Società di Storia Patria per la Puglia, 1962.
- Profilo della cultura storica salentina; in appendice: Dalla Società di storia patria per la Puglia alla Società Storica di Terra d'Otranto, Lecce: Centro di Studi Salentini : Società Storica di Terra d'Otranto, 1968.
- Barocco europeo, barocco italiano, barocco salentino : relazioni e comunicazioni presentate al Congresso internazionale sul barocco: Lecce e T. d'Otranto, Lecce: Centro di Studi Salentini, 1970.
- La Daunia dall'età sveva all'età aragonese, S.l. : a cura dell'USC, 1970.
- Scandalo all'università : storia segreta dell'università italiana, Lecce: L'Orsa maggiore, 1970.
- Tempo di sagrestani : radiografia della società italiana contemporanea, Lecce: L'Orsa maggiore, 1970.
- Storia di Lecce (di Pietro Palumbo), nuova edizione, con premessa, appendice bibliografica ed indici / a cura di P. F. Palumbo, Lecce: Centro di Studi Salentini, 1977.
- Patrioti, storici, eruditi salentini e pugliesi, Lecce: Ed. Milella, 1980.
- Per la storia di Ostuni : Pietro Vincenti (1570 c.-1618 c.), Francesco Trinchera (1810-74), Ludovico Pepe (1853-1901), Lecce: Società Storica di Terra d'Otranto, 1981.
- Storici, maestri ed amici : venti profili con bibliografie e ritratti, Roma: Le Edizioni del Lavoro, 1985.
- Momenti e problemi della storia di Lecce e della Terra d'Otranto, Roma: Le Edizioni del Lavoro, 1989.
- Tancredi conte di Lecce e re di Sicilia e il tramonto dell'età normanna; con un'appendice sulla fine della cancelleria normanna e il regesto degli atti di Tancredi e Guglielmo II, Lecce: Società Storica di Terra d'Otranto, 1991.
- Il governo dei quarantacinque giorni e Diario della resistenza a Roma, Roma: Le Edizioni del Lavoro, 1992.
- Gli studi di storia medievale e moderna tra Settecento e Novecento, Roma: Le Edizioni del Lavoro, 1992.
- I precedenti, la vicenda romana e le ripercussioni europee dello scisma di Anacleto II (1130), Roma: Le Edizioni del Lavoro, 1995.
- Medio Evo meridionale: fonti e letteratura storica dalle invasioni alla fine del periodo aragonese, 2. ed. rinnovata, Lecce: Società Storica di Terra d'Otranto, 1996.
- I documenti della storia medievale di Ostuni, Fasano: Schena, 1997.
- Libro rosso di Lecce, Fasano: Schena, 1997.
- Storia e storiografia, Lecce: Società Storica di Terra d'Otranto, 1998.